# 2010年バンクーバーオリンピックのサンマリノ選手団

サンマリノ国内オリンピック委員会のロゴ。

2010年バンクーバーオリンピックのサンマリノ選手団（2010ねんバンクーバーオリンピックのサンマリノせんしゅだん、英：San Marino at the 2010 Winter Olympics）は2010年2月12日から28日までカナダのブリティッシュコロンビア州バンクーバー市で開催された第21回オリンピック冬季競技大会のサンマリノ選手団とそのメダル獲得者の詳細。
サンマリノが冬季オリンピックに出場するのはこれが8回目である。サンマリノ選手団は、アルペンスキーのマリノ・カルデッリ選手1名で構成され、唯一の出場種目のアルペンスキーでは80位の結果となった。

## 概要

### 選手団
団員：4人（選手1人、役員3人）
- 開会式旗手：マリノ・カルデッリ（英語版）[4]
- 閉会式旗手：ジャン・ルカ・ボルガーニ[5]

## 大会開催までの流れ

### 過去のオリンピックとサンマリノ
サンマリノ国内オリンピック委員会は1959年に設立され、同年に国際オリンピック委員会に承認された。サンマリノが初めてオリンピックに出場したのは、1960年のローマ夏季オリンピックであった。当時の選手団は10名で構成されており、出場種目は自転車競技、射撃、レスリングの3種目であった。冬季オリンピックには1976年のインスブルック大会から出場している。インスブルック大会には2人のアルペンスキー選手だけがサンマリノ代表として参加した。1980年のレークプラシッドオリンピックと1998年の長野オリンピックを除けば、それ以来すべての冬季オリンピックに出場している。2010年以前の冬季大会で、サンマリノ選手団が出場していた種目はクロスカントリースキー、ボブスレー、アルペンスキーの3種目のみであった。
そして、バンクーバー大会はサンマリノにとって8度目の冬季オリンピック出場となった。
2006年のトリノ冬季オリンピックに引き続きサンマリノ選手団は、マリノ・カルデッリ選手1人で構成されていた。カルデッリは開会式の旗手に、ジャン・ルカ・ボルガーニ（後述）は閉会式の旗手に選ばれた。
バンクーバー大会の前に開催されたトリノ大会と、その前に開催されたソルトレイクシティ大会でも、サンマリノ選手団は1名しか選手がいなかった。ソルトレイクシティ大会ではジャン・マッテオ・ジョルダーニが出場し男子大回転で57位、トリノ大会ではマリノ・カルデッリが出場するも予選不通過となった。
バンクーバー大会開催時点で、サンマリノは夏季・冬季オリンピック両方でメダルを獲得したことがなかった。このような「サンマリノはオリンピックでメダルを獲得することができない・結果を残せない」という様子から、サンマリノのオリンピック選手は「オリンピック・ツーリスト」と揶揄されていた。

### プレ・オリンピック
マリノ・カルデッリとジャンルカ・ジョルダーニは、2009年2月にヴァル＝ディゼールで開催されたアルペンスキー世界選手権に出場した。大回転ではジョルダーニが80位でフィニッシュし、カルデッリは順位が決まらなかった（予選2本目不通過（DNQ））。スラロームではカルデッリが54位、ジョルダーニは順位が決まらなかった（予選1本目不通過（DNQ））。
オリンピック開催前の期間、サンマリノの選手たちはハルビンで開催されたユニバーシアードのアルペンスキー競技に出場した。この大会でジョルダーニはスーパー大回転で51位、大回転で56位、回転では予選1本目不通過（DNQ）となった。一方、カルデッリは大回転で47位、スーパー大回転で49位、回転ではジョルダーニと同じく予選1本目不通過（DNQ）となった。

### 五輪出場資格
スラローム、大回転、滑降などの種目のオリンピック出場資格は、指定された期間中に国際スキー連盟（FIS）が発表したランキングで500位以内に入ったアルペンスキーヤーが獲得できるというものだった。一方スーパー大回転やスーパー複合で出場する場合、出場権は500位以内ではなく120ポイント以上を獲得すればオリンピック出場資格を入手できた。
これらの条件が達成できなかった場合、サンマリノ代表は別の基準で出場資格を得た。それは、2009年にヴァル=ディゼールで開催されたアルペン世界選手権での成績と、予選期間中にFISからの得点の合計で140点以上獲得することであった。オリンピック出場資格は、最終的に2人のアルペンスキー選手、マリノ・カルデッリとジャンルカ・ジョルダーニによって獲得されたが、サンマリノ代表のオリンピック出場枠は1枠のみであった。選手の旅費を賄うのはオリンピック委員会と決められており、小国のサンマリノは2人分の費用を賄うことが難しいからである。そのため、出場できたのは1人だけで、もう1人は控え選手として出場することになった。

### 放送権
バンクーバー冬季オリンピックの放送権は、欧州放送連合（EBC）に加盟するイタリアの公共放送局イタリア放送協会（Radiotelevisione Italiana）が保有していた。また、ケーブルテレビ、衛星放送、インターネット中継は、EurosportとSky Italiaが放送権を保有していた。

### 記念切手
バンクーバー大会の開催に合わせ、サンマリノ共和国議会は、サンマリノ共和国郵便局に対し、3種類の記念切手を発行するように伝えた。デザインはマリエラ・アントメッリが担当し、総印刷枚数は70,000枚。切手はそれぞれ0.65、0.85、1ユーロ切手であった。切手には、冬季オリンピックの各種目のロゴ、バンクーバー大会の公式ロゴ（「Ilanaaq」と呼ばれるイヌイットのイヌクシュクをモチーフにしたロゴ）、カナダのシンボルであるカエデの葉、そして「サンマリノは第21回オリンピック冬季競技大会に出場する」という宣誓文が刻まれている。

## 選手の構成
サンマリノ選手団構成選手は、アルペンスキーのマリノ・カルデッリ（大会初日の年齢は22歳と142日）1人であった。カルデッリにとっては、4年前のトリノ大会に続いて2度目のオリンピック出場である。インタビューでカルデッリは「たぶんこれが最後のオリンピックになる」と語っていた。
カルデッリのほか、サンマリノ選手団には、ジャン・ルカ・ボルガーニ（オリンピック選手団団長）、リッカルド・スタッキーニ（選手コーチ）、ジャンルカ・ジョルダーニ（チームリーダー兼控え選手）が名を連ねた。
大会開幕の数日前、選手団は、サンマリノ国内オリンピック委員会のアンジェロ・ヴィチーニ会長とエロサ・ボローニ事務局長の立ち会いのもと、サンマリノ執政であったステファノ・パルミエリとフランチェスコ・ムッソーニに迎えられた。執政と選手団は会談を行い、その中で、カルデッリはサンマリノ国旗を受け取った（後にカルデッリが開会式で掲げる旗である）。
サンマリノ冬季スポーツ連盟の会長であるエラルド・チェラロージも、
「私たちの選手は2人とも、国際スキー連盟（FIS）指定の予選通過の最低条件を達成していた。しかし、それぞれの国家のオリンピック委員会が選手の旅費をすべて負担することが義務付けられた今大会で、資金を集めることが難しい私たちのような小国は、1人しかオリンピックに出場させられない。私たちのような小国は、とても不利である。しかしながら、冬季オリンピックに参加することは、選手にとって誇りの源となるであろう。君たちには、他のすべての国の国旗と同等の威厳と重要性を持つ我が国の旗を高く掲げることが求められている。今までビアンカッズーリ（青と白、ここではサンマリノの国旗のことを指す）の選手たちの試練に常に寄り添ってきた尊敬と共感が、あなた方のこの経験にも再び絶え間ないものとなりますように」
とコメントした。

## 大会の開会式および閉会式への参加

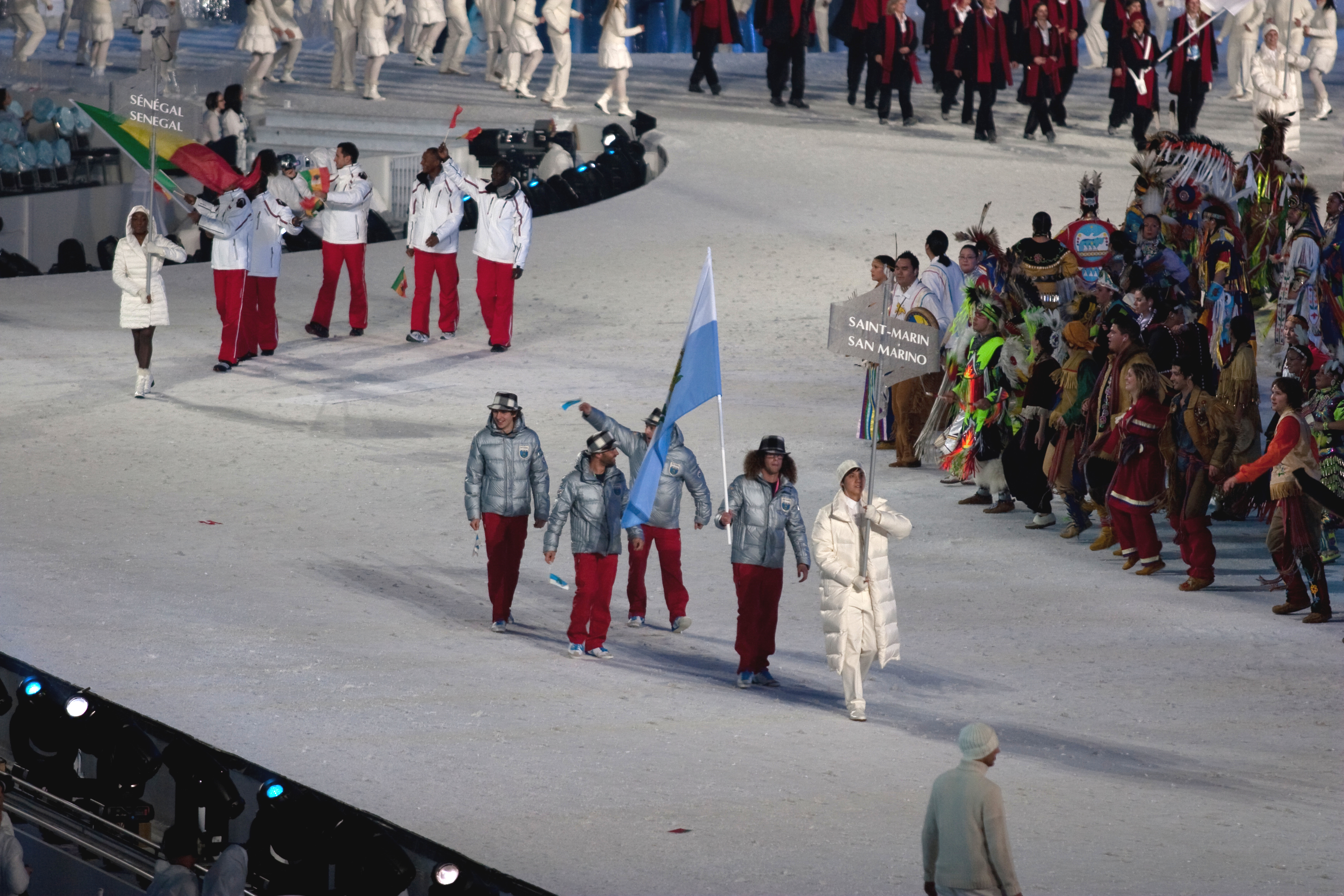
バンクーバー五輪開会式でのサンマリノ代表。カルデッリ、ボルガーニ、スタッキーニ、ジョルダーニの4人が参加した。

2010年2月12日、BCプレイス・スタジアムでバンクーバー大会開会式が行われた。開会式で、サンマリノ代表チームの旗手を務めたのは、アルペンスキーヤーのマリノ・カルデッリだった。サンマリノ代表チームは、ロシア代表とセネガル代表に挟まれ、67番目にスタジアムに入場した。一方、2月28日に同スタジアムで行われた閉会式では、選手団団長であるジャン・ルカ・ボルガーニが旗手を務めた。

## 種目別選手・スタッフ名簿及び成績

### アルペンスキー
今種目には、マリノ・カルデッリが出場した。バンクーバーでのサンマリノ選手団唯一の参加種目は、2月23日に行なわれた大回転だった。カルデッリの1本目のタイムは1分40秒で、トップ（カルロ・ヤンカ）から23秒以上の遅れをとっていた。彼はその後「足首の状態はあまり良くないし、調子もベストとは言えない。でも、僕はこの舞台に立っているということ自体がとても特別なことと思っている。」と述べている。その日の2本目のタイムは1分44秒で、2本目のトップ選手とは24秒差だった。合計タイムは3分25秒で、2本とも完走した81人中80位だった。
| 選手               | 種目   | 1走目     | 2走目     | 結果      | 結果 |
| 選手               | 種目   | 時間      | 時間      | 時間      | 順位 |
| ------------------ | ------ | --------- | --------- | --------- | ---- |
| マリノ・カルデッリ | 大回転 | 1分40秒88 | 1分44秒88 | 3分25秒76 | 80位 |